# Mroží ostrov
Mroží ostrov též nazývaný Moržovec (rusky Моржовец) je ostrov v Mezeňském zálivu v Bílém moři. Administrativně je součástí Archangelské oblasti v Rusku.

## Geografie
Mroží ostrov se nachází v severovýchodní části Bílého moře, asi 25 km od severního pobřeží Východoevropské roviny v Mezeňském zálivu. Nachází se jen několik kilometrů severně od polárního kruhu.
Ostrov téměř oválného tvaru je dlouhý 18 km, široký až 8,5 km a má rozlohu 110 km². Krajina poměrně rovinatého ostrova je charakterizována tundrou, pouze na některých místech jsou drobné keře. Ostrov se vyznačuje krátkými říčkami (největší jsou Zolotucha, Litovka a Rybnaja) a velkým počtem jezer, z nichž největší je jezero Moržovec.
Na ostrově se nachází jediná osada Severnyj Gorodok, kde žijí lidé obsluhující maják a do jejího zrušení v roce 2016 i meteorologickou stanici. V roce 2010 zde žilo 12 obyvatel a v roce 2022 zde žili trvale již jen 4 strážci majáku.
Poblíž východního a jihovýchodního pobřeží jsou rozsáhlé mělčiny nazývané Moržovskije kožki, což v češtině znamená Mroží kožešiny.
Ostrov má strmé písečné pobřeží, které se pod náporem moře neustále drolí. Moře ubere z ostrova 1 metr pobřeží ročně.

## Historie
Podél pobřeží Mezeňského zálivu rybařili Pomorové již od 12. století. Náhlá změna počasí, silné větry a bouře je mohly zahnat od pevniny, v tom případě byl Mroží ostrov poslední zemí předtím, než byli zahnáni do Barentsova moře a zahynuli. Mezi Pomory dokonce existoval výraz - přimknout se Moržovci. Pomorové proto na ostrově postavili kapli, která se do současnosti nedochovala.
V roce 1736 bylo pobřeží ostrova podrobně prozkoumáno poručíkem Alexejem Ivanovičem Skuratovem v rámci tzv. Velké severní expedice. V roce 1741 na moři zahynul Vasilij Lomonosov, otec známého ruského polyhistora Michaila Lomonosova, a jeho tělo bylo nalezeno vyplavené na Mrožím ostrově.
V roce 1843 byla na ostrově prováděna meteorologická pozorování. V roce 1906 bylo zahájeno sledování teploty vody, rozbouření moře a pozorování ledu. Později byla přidána pozorování sněhové pokrývky, slunečního svitu, teploty půdy a ledových usazen. Do roku 1938 se stanice jmenovala Moržovskij Majak, od ledna 1938 jen Moržovec. Byla to jedna z nejstarších meteorologických stanic v Rusku.
Dne 22. června 1941 byla na ostrově instalována dělostřelecká baterie ráže 180 mm. Tato baterie se částečně zachovala i do současnosti.
V roce 2010 byl ostrov navštíven expedicí Ruské geografické společnosti, která na ostrově vztyčila pamětní desku Vasilije Lomonosova, připomínající jeho úmrtí.
V roce 2016 byla zrušena meteorologická stanice na ostrově.
V roce 2022 ostrov navštívila Expedice Moržovec-2022 a vztyčila na ostrově šestimetrový pravoslavný kříž, připomínající kapličku, která byla zničena v sovětském období. Expedice také provedla měření pobřeží a zjistila, že ostrov se za posledních 40 let zmenšil v jihozápadní části o 10-20 metrů a v severní části o 260 metrů.

## Galerie

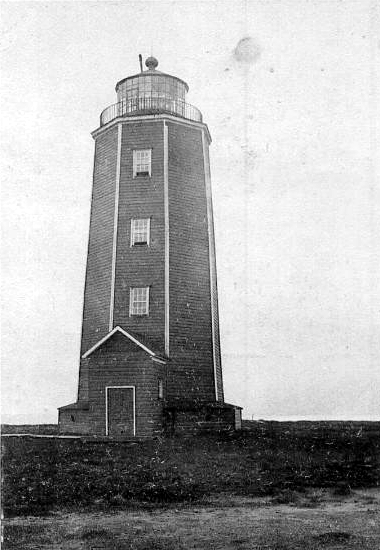
Maják na ostrově (před rokem 1917)
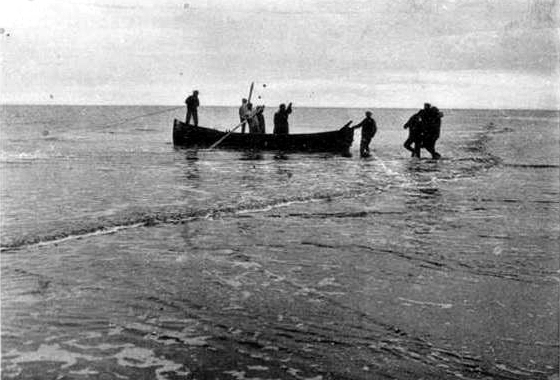
Rybáři u ostrova (před rokem 1917)
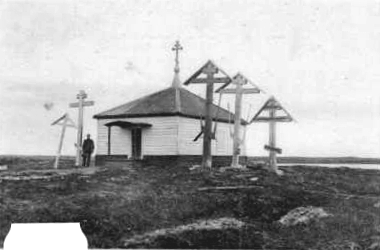
Kaplička (před rokem 1917)